# Compton (Plymouth)
Compton – dzielnica miasta Plymouth, w Anglii, w Devon, w dystrykcie (unitary authority) Plymouth. W 2011 miejscowość liczyła 12 677 mieszkańców.